# Aston Martin
Aston Martin è una casa automobilistica britannica. Nata nel 1913 come concessionaria d'auto con la denominazione Bamford & Martin, iniziò a costruire automobili e cambiò nome in "Aston Martin Ltd" nel 1926.. In seguito alla fusione con la Lagonda, nel 1959 prese il nome di Aston Martin Lagonda Limited.
L'azienda, non di grandi dimensioni, ma d'élite nel panorama delle automobili sportive di prestigio, ancora oggi produce Gran Turismo realizzate con cura artigianale.

## Storia

### La Bamford & Martin

L'evoluzione nel tempo del logo della Aston Martin

Nel 1913 il meccanico Robert Bamford e il pilota Lionel Martin, già bene inseriti nel settore dell'automobile, decisero di unire le loro capacità e fondare la "Bamford & Martin", una concessionaria per la vendita di automobili prodotte dalla Singer, dotata di officina per le riparazioni.
Nel 1914, i due soci realizzarono un prototipo da competizione in proprio, adattando un motore Coventry Simplex a un vecchio telaio Isotta Fraschini. Con tale vettura Martin vinse la cronoscalata Londra-Aston Clinton e, in ricordo di questa vittoria, fu deciso di rinominare il veicolo "Aston Martin": nacque così, in nuce, la futura denominazione della casa automobilistica.
Allo scopo di sfruttare il successo ottenuto, decisero di costruire altre vetture sportive destinate alle competizioni, ma l'inizio della prima guerra mondiale rimandò i loro propositi. Martin e Bamford furono richiamati sotto le armi e i macchinari vennero requisiti per essere destinati a scopi bellici.

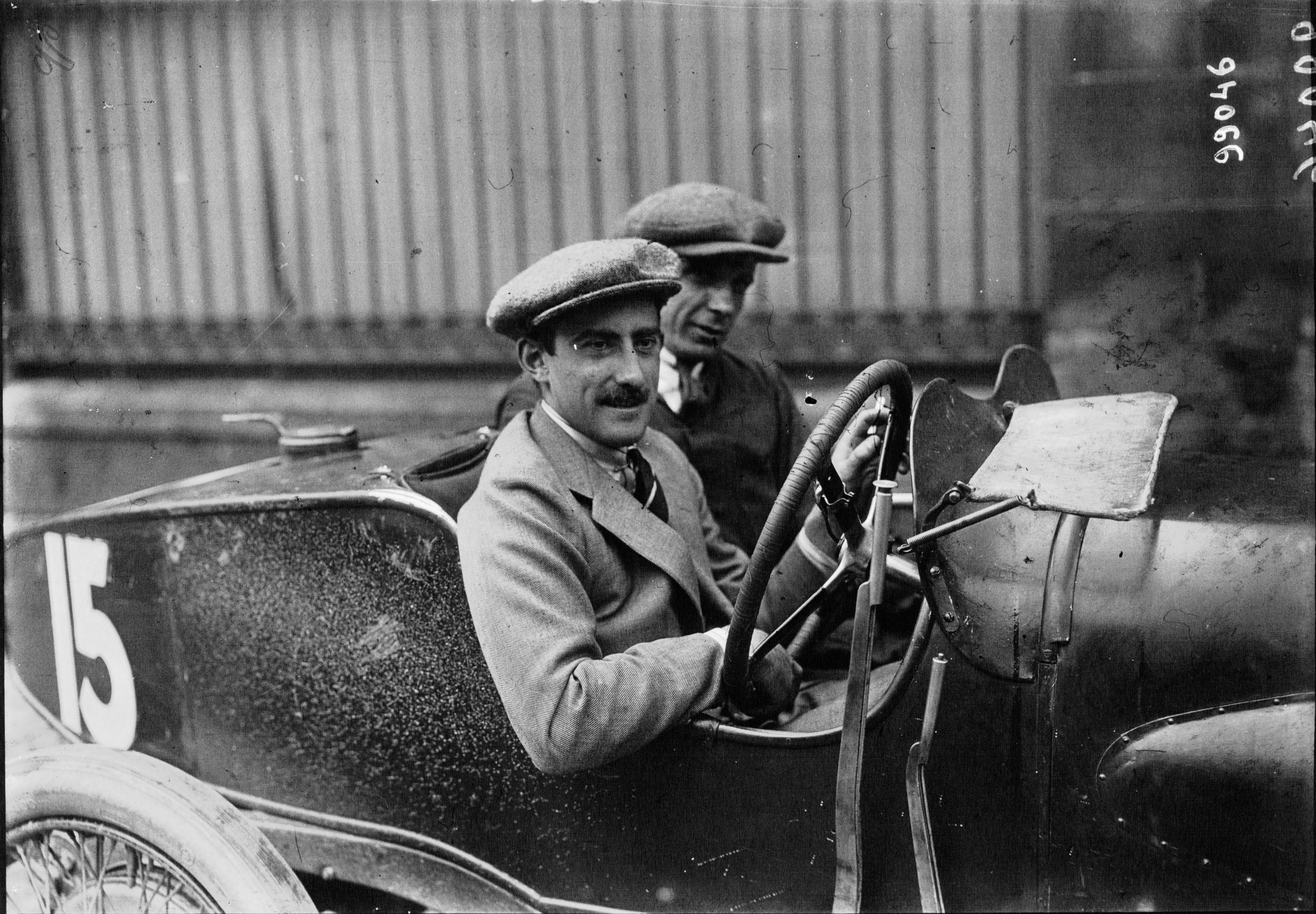
Il conte Louis Zborowski alla guida di una Aston Martin da GP nel 1922

Al termine del conflitto l'azienda "Bamford & Martin" venne riaperta, ma le ristrettezze economiche del dopoguerra non facevano sperare in un futuro roseo. Robert Bamford abbandonò la società nel 1920 e poco dopo anche Martin sarebbe stato costretto a chiudere i battenti, se non fosse intervenuto economicamente il pilota Luis Vorov Zborowski, un nobile franco-polacco di enorme ricchezza.
Dopo il risanamento economico, le fasi di progettazione e di sviluppo proseguirono celermente e, nel 1922, vennero presentate le prime vetture destinate alle competizioni automobilistiche. Nonostante l'impiego in gare di grande prestigio, come a Brooklands o alla 24 ore di Le Mans, i modelli non furono confortati da successo sportivo, né da successo economico. La "Aston Martin" si barcamenò per quattro anni, costantemente sull'orlo della bancarotta, fino alla dichiarazione di fallimento e al definitivo ritiro di Lionel Martin, dopo una produzione di 55 autotelai, variamente carrozzati.
Nel 1926 la "Bamford & Martin" in fallimento fu acquisita dai soci Bill Renwick e Augusto Cesare Bertelli, proprietari della "Renwick e Bertelli", un'azienda che produceva motori aeronautici e che, avendo messo a punto il primo propulsore automobilistico, trovò conveniente rilevare un marchio già noto in campo sportivo. L'azienda venne rinominata "Aston Martin Limited" e trasferita negli opifici della società acquirente, a Feltham.

### L'Auto Bertelli
La direzione commerciale della Aston Martin venne assunta da Renwick, mentre la direzione tecnica fu appannaggio di Bertelli che aveva una buona esperienza nel settore, essendosi formato come progettista e pilota nel reparto corse FIAT e, successivamente, alla Ceirano. Aveva esordito nel mondo delle competizioni internazionali quale copilota meccanico di Felice Nazzaro, in coppia al quale aveva conquistato, nel 1908, la Coppa Florio disputata a Bologna. Bertelli rimase alla direzione tecnica della Aston Martin per 12 anni, fino al suo ritiro, determinando un grande prestigio sportivo per le vetture dell'azienda che in quegli anni era più conosciuta sui campi di gara come "Auto Bertelli".
L'inizio fu subito entusiasmante e il motore progettato da Bertelli e Renwick, un quattro cilindri in linea con distribuzione bialbero di 1.500 cm³, si dimostrò potente e affidabile, procurando una lunga serie di ottimi piazzamenti e vittorie di classe in gare internazionali.
In pochi anni la Aston Martin ebbe la fama di automobile veloce e robusta, in grado di portare a termine le competizioni senza rotture o intoppi. Ma questo a Bertelli non bastava, angustiato dall'assenza di vittorie assolute in gare importanti. La leggenda vuole che, da buon Italiano, il superstizioso Bertelli si convinse che l'assenza di risultati eclatanti fosse dovuta a una sorta di "sfortuna nazionalista" dovuta al colore delle automobili. Infatti, le Aston Martin, come la gran parte delle vetture da competizione inglesi, erano verniciate nel classico verde British racing green e Bertelli concluse che essendo il progettista e costruttore italiano, si dovessero colorare le automobili in rosso.
A partire dal 1934 le automobili ufficiali scesero in gara verniciate di rosso e conquistarono numerose vittorie.
Nel 1933 la maggioranza azionaria della Aston Martin fu acquistata da Arthur Sutherland che pur lasciando la direzione tecnica a Bertelli, orientò l'azienda verso la produzione di vetture stradali in piccola serie, che ebbe inizio nel 1936.
All'inizio della seconda guerra mondiale quando la produzione venne sospesa in favore della costruzione di parti per aeroplani, i pezzi immessi sul mercato erano all'incirca 700.

### L'era Brown
La ripresa produttiva del dopoguerra iniziò con l'acquisto dell'azienda da parte dell'imprenditore David Brown che per 20.500 £ ne prese il controllo, unendola l'anno successivo alla Lagonda, altra marca inglese di pregio ma in difficoltà economiche.
Dal 1950 cominciarono ad essere presentati i modelli che fecero la storia del marchio, riconoscibili dall'iniziale DB in onore del proprietario. I modelli che fecero conoscere la Aston Martin in tutto il mondo furono certamente le DB4 e DB5, quest'ultima immortalata nei film di James Bond. La sigla iniziale DB distinse tutti i modelli della casa fino al 1972 quando iniziò anche la serie Vantage.

### Da Wilson alla Ford
Dopo aver contribuito al risanamento finanziario dell'azienda, Brown decise di cederla nel 1972, al momento del suo massimo splendore, ad altri investitori (William Wilson). Per alcuni anni la proprietà passò di mano in mano per approdare nel 1986 alla Ford.
Il successo della casa si misurava in ogni caso sempre su piccoli numeri di vetture prodotte avendo prodotto nel ventennio 1968-1988 approssimativamente 5.000 pezzi.

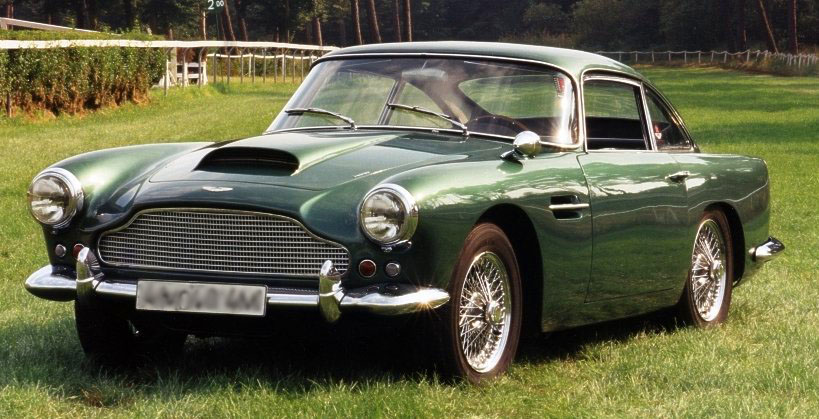
Una Aston Martin DB4

L'ingresso del colosso di Detroit significò un ampliamento della produzione che raggiunse le 700 unità prodotte nel 1995 e addirittura le 2.000 nel 1998, grazie anche all'ampliamento del catalogo vetture ma spinta soprattutto dalle vendite della DB7, proposta in molte versioni differenti. La casa, in decadenza negli anni Novanta, ha risollevato le proprie sorti facendosi pubblicità nel film di James Bond Agente 007 - La morte può attendere nella quale il famoso agente segreto utilizza al posto della famosa e celebre DB5 la Vanquish. Con la presentazione prima della Vanquish e poi della DB9 (che ha sostituito la DB7) nel corso del 2004, i volumi hanno continuato a crescere fino a raggiungere nel 2006 la quota record di 7.000 auto vendute.
Anche l'attività sportiva della casa, che aveva per anni subito una interruzione, è ripartita nel 2004 con un programma destinato alle più importanti competizioni di durata come la 24 Ore di Le Mans (che la casa si era già aggiudicata nel 1959).

### L'era Richards coi fondi arabi
Il 12 marzo 2007 in seguito al riassetto finanziario del gruppo Ford, gravato da una forte crisi finanziaria, il marchio è stato acquistato da una cordata di investitori guidata da Frederic Dor, John Singers e David Richards, grazie ai finanziamenti ottenuti principalmente dalla banca di investimento americana Jefferies e da due società d'investimenti del Kuwait, la Investment Dar e la Adeem Investment, che alla fine controllano più del 50% del capitale. Il gruppo americano ha comunque mantenuto il 12% delle quote Aston Martin, per garantire continuità nella fornitura dei motori per le vetture Aston Martin. Specificatamente si tratta di un V8 4.3 (385 cv, 410 N·m) di derivazione Jaguar per la Vantage e la Vantage Roadster e un V12 6.0 realizzato in uno stabilimento sito in Germania di proprietà Ford destinato alla DB9 (450 cv, 570 N·m), alla Vanquish (520 cv, 577 N·m) e alla futura Rapide (480 cv previsti).

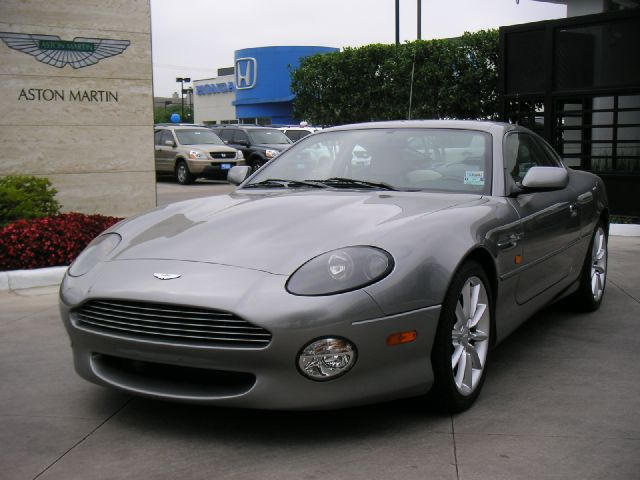
Una Aston Martin DB7

I nuovi proprietari hanno affermato di voler rilanciare l'attività sportiva della casa; l'obiettivo di Dor e Richards era quello di entrare nel circus della Formula 1 nel 2010, probabilmente nell'ambito di un riassorbimento della Prodrive.
La casa nell'ottobre 2007 ha introdotto una supercar su base della DB9, denominata DBS, che ha già fatto comparsa nel film di James Bond Agente 007 - Casinò Royale. Tale modello sostituisce quello della Vanquish S, versione potenziata della V12 Vanquish, anche se però non è risultato essere migliore.
Al Salone di Francoforte 2009 è stata presentata la "Rapide", una berlina sportiva a quattro porte, messa in vendita dal marzo 2010.
In seguito verrà presentato un Suv di lusso riattivando il marchio Lagonda, che sarà lasciato indipendente dalla Aston Martin, e che si concentrerà su settori di mercato differenti.
Nel 2009 l'Aston Martin ha presentato la One-77, una esclusiva Gran Turismo che verrà prodotta in solo 77 esemplari e la cui consegna ai clienti è avvenuta nel corso del 2010. Il suo motore è una evoluzione del classico V12 ma con cilindrata portata a 7,3 litri e in grado di produrre una potenza massima di 700 CV. Nel dicembre 2009, l'Aston Martin ha dichiarato di aver stabilito un record di velocità per le autovetture della casa, raggiungendo i 354,86 km/h durante i test di sviluppo della One-77.

### Investindustrial e la quotazione in Borsa
Il 6 dicembre 2012 il fondo di private equity Investindustrial dell'italiano Andrea Bonomi acquista il 37,5% di Aston Martin, investendo 150 milioni di sterline attraverso un aumento di capitale e avendo la guida della società nonostante quasi metà del capitale sia nelle mani del fondo sovrano Kuwait Investment Autorithy. Nel settembre 2014 viene nominato amministratore delegato (al posto di Ulrich Bez che resta ricoprendo l'incarico di presidente non esecutivo) l'ex numero uno della Nissan, Andy Palmer. Poiché le vendite sono in calo, la casa automobilistica cerca nuovi clienti (in particolare nel mondo femminile) con auto come Lagonda e DBX, e con concept car come Vulcan. Secondo Palmer i problemi sono iniziati quando le vendite del DB9 non sono state tali da generare fondi sufficienti per sviluppare modelli di nuova generazione.
Nel dicembre del 2013 Aston Martin e AMG, la divisione sportiva di Mercedes-Benz, finalizzano un accordo per la fornitura da parte di quest'ultima di motori V8 e trasmissioni specificamente progettate e sviluppate per il costruttore britannico. Tale accordo prevede la successiva e progressiva acquisizione da parte di AMG di quote azionarie di Aston Martin, fino ad un massimo del 5%.
Nel 2014 Aston Martin ha subito una perdita prima delle imposte di 72 milioni di sterline, quasi il triplo rispetto al 2013, vendendo 3.500 vetture nel corso dell'anno, ben inferiore alle 7.300 vendute nel 2007 e alle 4.200 vendute nel 2013, costringendo gli azionisti ad iniettare nell'azienda 200 milioni di sterline per finanziare lo sviluppo di nuovi modelli. Nel 2016 le perdite sono aumentate del 27% a 162,8 milioni di sterline. Nel 2017, dopo otto anni consecutivi di perdite, la società torna in profitto con più di 5.000 vetture vendute e nell'estate 2018 chiede la quotazione alla Borsa di Londra.
Nel giugno 2019, Aston Martin ha aperto il suo nuovo stabilimento di 36 ettari a St Athan per la produzione del suo primo SUV in assoluto, il DBX, e di due nuovi modelli con il marchio Lagonda.  La piena produzione è prevista per il secondo semestre del 2020. Ma nel 2019 l'azienda torna a perdere pesantemente.

### Il magnate canadese Lawrence Stroll
Il 31 gennaio 2020 il magnate canadese Lawrence Stroll acquista per 182 milioni di sterline, a capo di una cordata di imprenditori, il 25% della casa inglese. La ristrutturazione include un flusso di cassa di 318 milioni di sterline attraverso una nuova emissione di diritti, generando un totale di 500 milioni di sterline per l'azienda. Stroll sostituirà alla presidenza Penny Hughes. Fanno parte della cordata anche il magnate farmaceutico svizzero Ernesto Bertarelli e il vertice di Mercedes-AMG Petronas Motorsport con l'amministratore delegato Toto Wolff, rispettivamente con il 3,4% e il 4,8% delle quote. Nel maggio 2020 Tobias Moers (Mercedes-AMG) sostituisce Andy Palmer nell'incarico di amministratore delegato, nel giugno 2020 la società taglia 500 posti di lavoro a causa delle scarse vendite dovute al blocco della pandemia COVID-19, nell'ottobre 2020 il fondo Investindustrial di Bonomi esce definitivamente dall'Aston Martin cedendo l'ultima quota residuale del 4,12%.

## Competizioni sportive

### Endurance

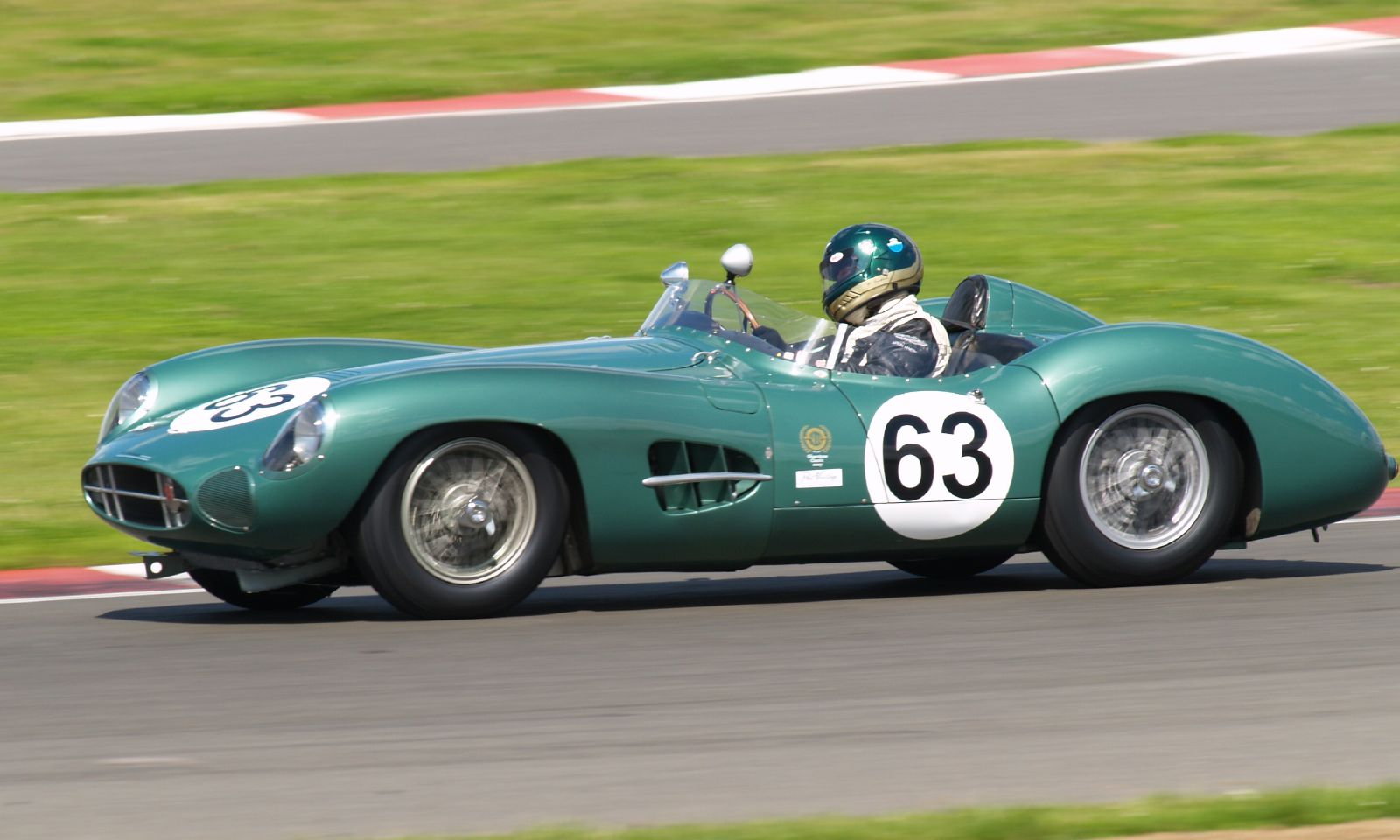
Una Aston Martin DBR1

#### Le presenze come costruttore ufficiale
Nell'ambito delle competizioni sportive i primi successi a livello mondiale arrivano con l'Aston Martin DBR1, presentata nel 1956, grazie a questa vettura sport la casa automobilistica britannica vince alcune prove del Campionato mondiale sportprototipi negli anni che vanno dal 1956 al 1959 e proprio in quest'ultima stagione ottiene i risultati più prestigiosi, vincendo sia la 24 Ore di Le Mans sia il mondiale sportprototipi. In questa categoria continua a gareggiare con diversi modelli fino al 1963, dopo di che si ritira dalle competizioni.
A metà anni ottanta, l'Aston Martin si riaffaccia significativamente nel mondiale Sport, questa volta esclusivamente come fornitore di motori installati su alcuni prototipi di Gruppo C. Il 1989 vede il ritorno dell'Aston Martin nel campionato mondiale con una propria squadra ufficiale che schiera il nuovo prototipo AMR1 con il quale ottiene discreti risultati, prima che il programma sportivo venga soppresso nel 1990 dalla Ford in favore di quello della consociata Jaguar, da poco entrata a far parte del gruppo di Detroit.

#### Il partenariato con la Prodrive

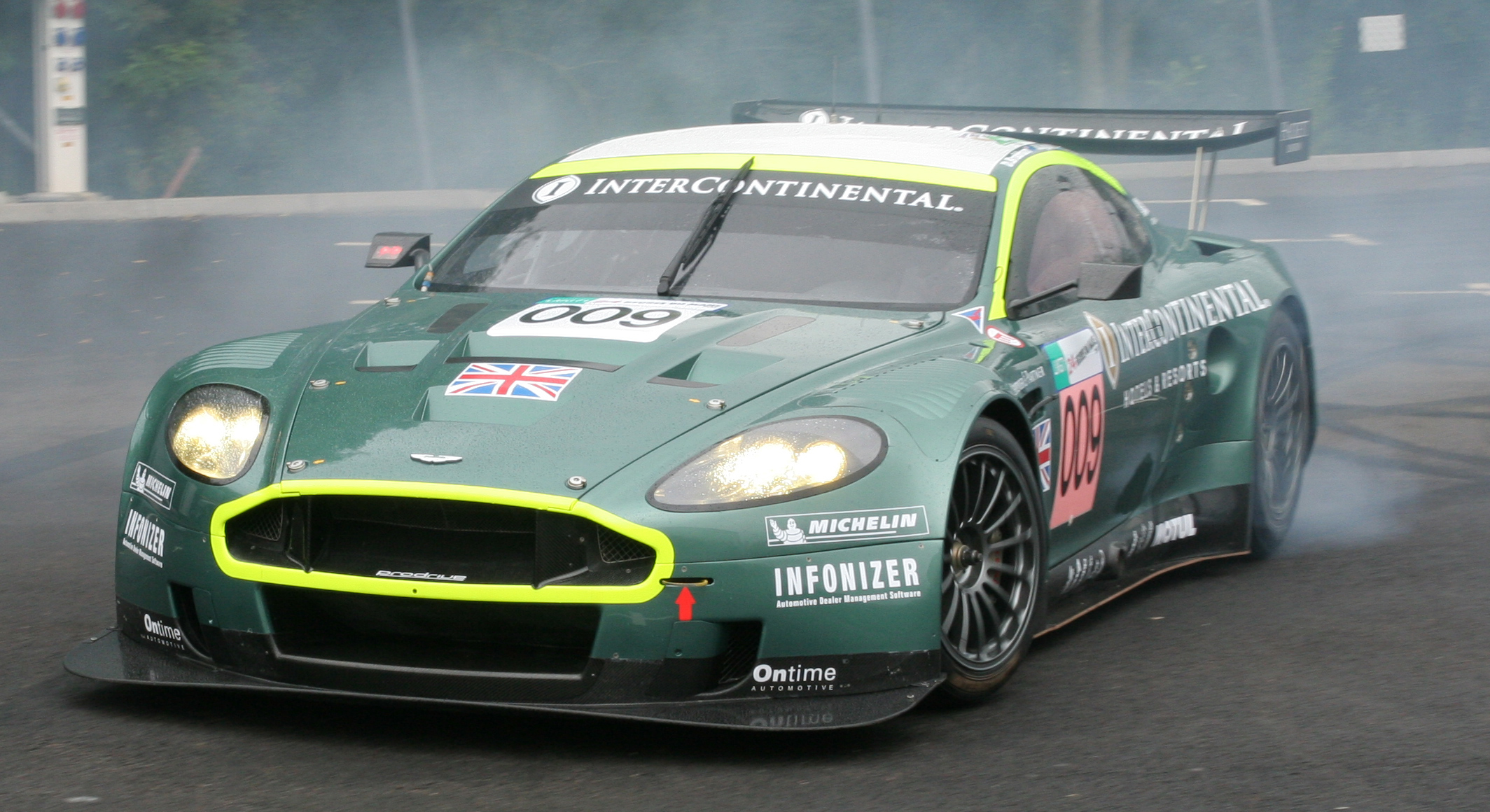
Una Aston Martin DBR9

Nel 2004 inizia un nuovo capitolo della sua storia nelle competizioni: viene siglato un accordo di collaborazione con la Prodrive, attraverso il quale la struttura inglese va ad occuparsi dello sviluppo della DBR9 di classe GT1, versione da corsa della DB9.

I risultati sportivi più prestigiosi ottenuti grazie a questo sodalizio sono: la vittoria di classe GT1 alla 12 Ore di Sebring del 2005, mentre nel 2007 e nel 2008 l'Aston Martin DBR9 schierata tramite il team Prodrive di David Richards si aggiudica la vittoria di classe GT1 alla 24 Ore di Le Mans; la vettura è utilizzata anche nei campionati: American Le Mans Series, Le Mans Series e FIA GT, cogliendo innumerevoli successi.
Un buon risultato è ottenuto anche nelle categorie minori omologando una DB9 in configurazione GT3 (il cui nome è DBRS9) che consegue numerose vittorie in campionati Europei come il FIA GT3 e l'International GT Open; è stata anche sviluppata una vettura in configurazione GT2 basata sulla Aston Martin V8.
Nel 2008 torna come motorista nella classe principale dei prototipi, fornendo il proprio motore V12 di 6,0 litri della DBR9, al team Charouz Racing che schiera il nuovo prototipo Lola B08/60 LMP1, vettura che ottiene buoni risultati nel campionato Le Mans Series.

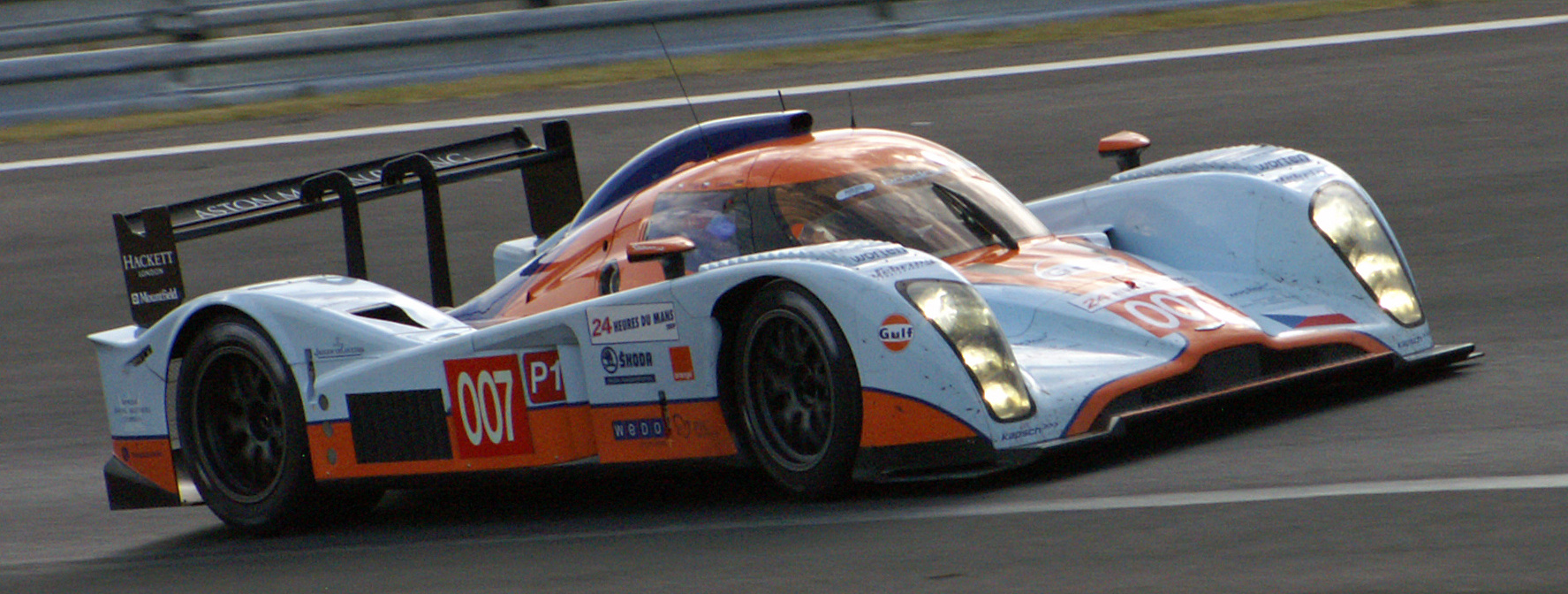
La Lola-Aston Martin B09/60 nel corso della 24 Ore di Le Mans 2009

Dopo i successi degli anni precedenti ottenuti con la DBR9 GT1 e le buone prestazioni della Lola-Aston Martin, nel gennaio 2009, anno in cui ricorre il 50º anniversario della vittoria nella 24 Ore di Le Mans, l'Aston Martin annuncia un ambizioso programma sportivo che ha come obiettivo quello di rivincere la classica maratona francese. Con la collaborazione della Lola, fornitrice del telaio B09/60, viene schierato un prototipo dalla carrozzeria rivista, realizzata in base alle esigenze dei tecnici Aston Martin, è spinto dal classico motore V12 da competizione, tale vettura assume il nome di Lola-Aston Martin B09/60 o Aston Martin DBR1-2 e tramite essa viene conquistato il titolo costruttori e piloti nel Campionato Le Mans Series 2009, mentre alla 24 Ore di Le Mans il primo dei 3 prototipi schierati conclude ad un onorevole 4º posto assoluto.

### Formula 1
L'Aston Martin partecipò alle competizioni di Formula 1 come costruttore per il team David Brown corporation nella stagione 1959 con i piloti Carroll Shelby e Roy Salvadori e nella stagione 1960, sostituendo Shelby con Maurice Trintignant. Nelle 5 gare disputate dalla squadra, non venne conquistato alcun punto valido per la classifica del campionato. 
Successivamente il nome Aston Martin è riapparso in Formula 1, dapprima in qualità di title sponsor del team Red Bull, dal 2018 al 2020. 
Nel 2021, a seguito dell’acquisizione di alcune quote della casa automobilistica da parte dell'imprenditore Lawrence Stroll, la scuderia Racing Point di proprietà dell'investitore canadese cambia nome in Aston Martin F1 Team.

#### Risultati completi in Formula 1
| Anno | Vettura | Motore       | Gomme | Piloti    |  |  |     |  |     |  |   |     |  |  | Punti | Pos. |
| ---- | ------- | ------------ | ----- | --------- |  |  | --- |  | --- |  | - | --- |  |  | ----- | ---- |
| 1959 | DBR4    | Aston Martin | A     | Shelby    |  |  | Rit |  | Rit |  | 8 | 10  |  |  | 0     | 6º   |
| 1959 | DBR4    | Aston Martin | A     | Salvadori |  |  | Rit |  | 6   |  | 6 | Rit |  |  | 0     | 6º   |

| Anno | Vettura   | Motore       | Gomme | Piloti      |  |  |  |    |  |  |     |  |  |  | Punti | Pos. |
| ---- | --------- | ------------ | ----- | ----------- |  |  |  | -- |  |  | --- |  |  |  | ----- | ---- |
| 1960 | DBR4 DBR5 | Aston Martin | D     | Salvadori   |  |  |  | NP |  |  | Rit |  |  |  | 0     | 12º  |
| 1960 | DBR4 DBR5 | Aston Martin | D     | Trintignant |  |  |  |    |  |  | 11  |  |  |  | 0     | 12º  |

| Legenda | 1º posto     | 2º posto | 3º posto    | A punti         | Senza punti/Non class.  | Grassetto – Pole position Corsivo – Giro più veloce |
| Legenda | Squalificato | Ritirato | Non partito | Non qualificato | Solo prove/Terzo pilota | Grassetto – Pole position Corsivo – Giro più veloce |

## Elenco dei modelli

### Modelli in produzione
- Aston Martin DB12 (2023-)
- Aston Martin Vantage (2018-)
- Aston Martin Vanquish (2024-)
- Aston Martin DBX (2019-)

### Modelli storici

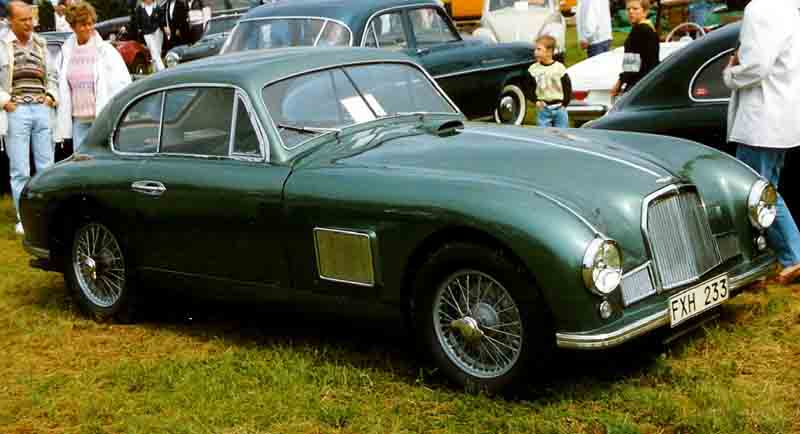
Aston Martin DB2 Coupé (1950)

- Bamford & Martin Coat Scuttle e vari modelli da competizione e di prova (1914–1925)
- Aston Martin 1½-Litre Sports (S-type) (1927–1929)
- Aston Martin 1½-Litre Tourer (T-type) (1928–1929)
- Aston Martin LM (Lionel Martin Series) (1928–1932)
- Aston Martin International (1929–1931)
- Aston Martin International Le Mans (1931)
- Aston Martin Le Mans (1932–1933)
- Aston Martin 12/50 Standard (1932–1933)
- Aston Martin Mark II (1934–1936)
- Aston Martin Ulster (1934–1936)
- Aston Martin 2-litre Speed (A-type, B-type e C-type) (1936–1939)
- Aston Martin 15/98 (1936–1939)
- Aston Martin DB1 (2-Litre Sports) (1948-1950)
- Aston Martin DB2 (1950-1953)
- Aston Martin DB2/4 (1953-1957)
- Aston Martin DB Mark III (1957-1959)
- Aston Martin DB4 (1958-1963)
- Aston Martin DB4 GT (1959-1963)
- Aston Martin DB4 GT Zagato (1960-1963)
- Aston Martin DB5 (1963-1965)
- Aston Martin Short Chassis Volante (1965-1966)
- Aston Martin DB6 (1965-1971)
- Aston Martin DBS (1967-1973)
- Aston Martin V8 (1973-1990)
- Aston Martin Lagonda (1976-1989)
- Aston Martin V8 Vantage (1977-1989)
- Aston Martin V8 Zagato (1986-1990)
- Aston Martin Virage/Virage Volante (1989–1996)
- Aston Martin Virage (1989–2000)
- Aston Martin Vantage (1993–2000)
- Aston Martin V8 Coupe/V8 Volante (1996–2000)
- Aston Martin Vantage Zagato (1986-1990)
- Aston Martin Virage/Aston Martin V8 (1989-1995/1996-2000)
- Aston Martin DB7 (1994-2003)
- Aston Martin Vanquish (2001-2007)
- Aston Martin DB7 Zagato (2002-2003)
- Aston Martin DB AR1 (2003-2004)
- Aston Martin DB9 (dal 2004-2009)
- Aston Martin DBS V12 (2007-2012)
  - Aston Martin DBS V12 Volante (2009-2012)
- Aston Martin DB9 (2009-2016)
- Aston Martin One-77 (2009)
- Aston Martin Virage (2011-2012)
  - Aston Martin Virage Volante (2011-2012)
- Aston Martin Cygnet (2011-2013)
- Aston Martin Vantage (2005-2017)
  - Aston Martin Vantage Roadster (2005-2017)
- Aston Martin Vanquish (2012-2018)
  - Aston Martin Vanquish Volante (2013-2018)
- Aston Martin Rapide (2010-2020)
- Aston Martin DB11 (2016-2023)
- Aston Martin DBS Superleggera (2018-2024)
  - Aston Martin DBS Superleggera Volante (2019-2024)

Con il marchio Lagonda:
- Lagonda Rapide (1961-1964)

### Modelli da competizione (dal secondo dopoguerra)
- Aston Martin DB3 (1950–1953)
- Aston Martin DB3S (1953–1955)
- Aston Martin DBR1 (1956–1962)
- Aston Martin DBR2 (1957–1958)
- Aston Martin DBR3 (1958)
- Aston Martin DBR4 (1959)
- Aston Martin DBR5 (1960)
- Aston Martin DP212 (1962)
- Aston Martin DP214 (1963)
- Aston Martin DP215 (1963)
- Aston Martin RHAM/1 (1976–1979)
- Aston Martin AMR1 (1989)
- Aston Martin AMR2 (non ha mai corso)
- Aston Martin DBR9 (2005–)
- Aston Martin DBRS9 (2005–)
- Aston Martin V8 Vantage N24 (2006–)
- Aston Martin V8 Vantage Rally GT (2006–)
- Aston Martin V8 Vantage GT2 (2008–)
- Aston Martin V8 Vantage GT4 (2008–)
- Aston Martin DBR1-2 (2009–)
- Aston Martin AMR-One (2011–)
- Aston Martin Valkyrie (-)